# Claxby Pluckacre
Claxby Pluckacre – wieś w Anglii, w hrabstwie Lincolnshire, w dystrykcie East Lindsey, w civil parish Claxby with Moorby. Leży 6 km od miasta Horncastle. W 1971 roku civil parish liczyła 14 mieszkańców. Claxby Pluckacre jest wspomniana w Domesday Book (1086) jako Clachesbi/Clasbi.